# Средняя башня (Псков)
Средняя башня, ранее также Снетная — восточная башня Псковского кремля, часть оборонительных сооружений Пскова.
Расположена на берегу реки Псковы. Средняя башня находится в середине восточной стены Крома. Башня 5-ярусная, имеет высоту З5 метров, средний диаметр башни составляет 11 метров. Средняя башня завершается шатром со сторожевой вышкой, на которой укреплён металлический прапор со стилизованным изображением креста — для прапора использован орнамент с крестом, находящийся на стене Старо-Изборской крепости.
Прежнее наименование — Снетная башня — происходит от названия рыбы снеток. Ранее около башни на берегу реки находился большой рыбный торг, где торговали снетками.
В начале XIV века, когда Запсковье ещё не было защищено крепостной стеной, на вече решили поставить новую кремлёвскую башню. «В Петрово говение» 1416 года нанятая посадниками бригада завершила строительство Средней башни, но через два месяца она рухнула. В 1419 году была возведена новая башня. При раскопках кремля были найдены остатки двух строительных периодов. В 1973 году при реставрации кремля башня была восстановлена.